# Okręg wyborczy Wilton
Okręg wyborczy Wilton powstał w 1295 r. i wysyłał do angielskiej, a następnie brytyjskiej, Izby Gmin dwóch deputowanych. W 1832 r. liczbę mandatów przypadających na okręg zmniejszono do jednego. Okręg położony był w hrabstwie Wiltshire. Został zlikwidowany w 1918 r.

## Deputowani do brytyjskiej Izby Gmin z okręgu Wilton

### Deputowani w latach 1295–1660
- 1542: William Herbert
- 1604–1611: Thomas Edmonds
- 1604–1622: Thomas Morgan
- 1621: Thomas Tracy
- 1622: Henry Neville
- 1640–1653: Henry Vane Starszy
- 1640–1648: Benjamin Rudyerd
- 1659: Richard Grobham Howe
- 1659: John Herbert

### Deputowani w latach 1660–1832
- 1660–1661: Richard Grobham Howe
- 1660–1661: Francis Swanton
- 1661–1661: John Nicholas
- 1661–1679: Thomas Mompesson
- 1661–1679: John Birkenhead
- 1679–1685: Thomas Herbert
- 1679–1679: Thomas Penruddock
- 1679–1689: John Nicholas
- 1685–1689: Oliver Nicholas
- 1689–1690: Thomas Penruddock
- 1689–1695: Thomas Wyndham
- 1690–1695: Richard Grobham Howe
- 1695–1698: John Hawles
- 1695–1702: John Gauntlett
- 1698–1701: Henry Ashurst
- 1701–1701: Thomas Phipps
- 1701–1702: Henry Ashurst
- 1702–1705: John Hawles
- 1702–1702: George Boddington
- 1702–1708: John Gauntlett
- 1705–1708: William Nicholas
- 1708–1710: Lambert Blackwell
- 1708–1713: Charles Mompesson
- 1710–1711: John London
- 1711–1713: Peter Bathurst
- 1713–1722: John London
- 1713–1727: Thomas Pitt
- 1722–1768: Robert Sawyer Herbert
- 1727–1734: Thomas Martin
- 1734–1757: William Herbert
- 1757–1775: Nicholas Herbert
- 1768–1780: Henry Herbert
- 1775–1780: Charles Herbert
- 1780–1785: George Herbert, lord Herbert
- 1780–1790: William Gerard Hamilton
- 1785–1788: Philip Goldsworthy
- 1788–1794: George Herbert, lord Herbert
- 1790–1806: Richard FitzWilliam, 7. wicehrabia FitzWilliam
- 1794–1801: Philip Goldsworthy
- 1801–1804: John Spencer
- 1804–1823: Ralph Sheldon
- 1806–1816: Charles Herbert
- 1816–1821: James Harris, wicehrabia Fitzharris
- 1821–1832: John Hungerford Penruddocke, torysi
- 1823–1830: Edward Baker, torysi
- 1830–1831: Henry Bulwer
- 1831–1832: James Dawkins

### Deputowani w latach 1832-1918
- 1832–1837: John Hungerford Penruddocke, Partia Konserwatywna
- 1837–1841: Edward Baker, Partia Konserwatywna
- 1841–1841: James Harris, wicehrabia Fitzharris, Partia Konserwatywna
- 1841–1852: James Agar, wicehrabia Somerton, Partia Konserwatywna
- 1852–1855: Charles A’Court, wigowie
- 1855–1877: Edmund Antrobus, Partia Liberalna
- 1877–1885: Sidney Herbert, Partia Konserwatywna
- 1885–1893: Thomas Fraser Grove, Partia Liberalna, od 1886 r. Partia Liberalno-Unionistyczna
- 1893–1900: Jacob Pleydell-Bouverie, wicehrabia Folkestone, Partia Konserwatywna
- 1900–1906: James Archibald Morrison, Partia Konserwatywna
- 1906–1910: Levi Lapper Morse, Partia Liberalna
- 1910–1918: Charles Bathurst, Partia Konserwatywna
- 1918–1918: Hugh Morrison, Partia Konserwatywna